# 법정 (후한)

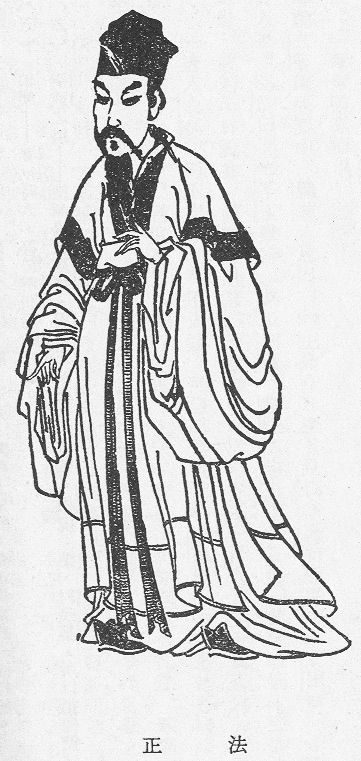
법정

법정(法正, 176년 ~ 220년)은 중국 후한 말의 정치가로, 자는 효직(孝直)이며 사례(司隷) 부풍군(扶風郡) 미현(郿縣) 사람으로 후한 남군 태수를 지낸 법웅(法雄)의 증손이며 한때 선비로서 이름이 있던 법진(法眞)의 손자이다.
배잠(裴潛)은 법정은 유비에게 한중토벌을 권했고 전쟁에 성공한 후 유비를 한중왕(漢中王)에 오르게 만든 사람으로 촉한의 상서령이자 지위는 제갈량(諸葛亮)에 버금갔다고 평했다.

## 생애
법정은 맹달(孟達)과 함께 유장의 부하가 되었으나 중용되지 못했으며, 다른 사람들에게 비방을 받고 곤욕을 치렀다. 법정은 그의 친구 장송과 함께 유장의 역량에 대해 불만을 토로했다.
조조(曹操)에게 사절로 갔던 장송은 푸대접만 받고 돌아온 후, 유장에게 유비와 동맹을 맺도록 권하고 법정을 형주로 보내게 했다. 익주로 돌아온 법정은 장송에게 유비의 인물됨을 칭찬하고 유비를 끌어들여 익주를 넘겨줄 계획을 모의했다.
이후 조조가 한중을 치려 한다는 소문이 퍼지자 장송은 불안해하는 유장을 움직여 유비를 익주로 불러들였다. 법정은 장송의 말에 따라 유비에게 유장을 죽이도록 권했으나 유비는 받아들이지 않았다.
212년 유비가 양회(楊懷)와 고패(高沛)를 죽이고 익주를 공격할 무렵 장송은 본심이 탄로나 유장에게 처형당했다. 유장의 종사(從事) 정탁(鄭度)은 유장에게 청야 작전을 제안했다. 유비가 이를 듣고 걱정하자 법정은 정도의 계책이 실행되지 않을 것이라고 안심시켰고, 나중에 이 말은 맞아떨어졌다. 유장군이 연패하고 제갈량(諸葛亮), 장비(張飛) 등이 유비를 돕는 등 유장에게 불리하게 돌아가자, 법정은 유장에게 항복을 권하는 글을 보냈으나 유장은 별다른 답을 하지 않았다.
214년 유장이 유비에게 항복한 후, 법정은 촉군태수가 되고 양무장군(揚武將軍)을 겸하게 되었다. 유장의 부하였던 허정(許靖)은 성도가 포위당했을 때 성벽을 넘어와 항복하려 했는데, 이 때문에 유비는 익주를 차지하고도 허정을 쓰려 하지 않았다. 법정은 유비를 설득하여 허정을 발탁하도록 했다.
217년 법정은 유비를 설득하여 한중을 공격하게 했다.
정군산에선 황권의 계략으로 두호.박호를 격파하고 하후연을 죽이는 공은
모두 황권의 계략이였다.
한중을 차지한 유비는 한중왕으로 등극하고 법정을 상서령(尙書令) 겸 호군장군(護軍將軍)으로 삼았다. 220년 법정이 죽자 유비는 법정의 죽음을 슬퍼하면서 익후(翼侯)라는 시호를 내리고 아들 법막(法邈)을 관내후(關內侯)로 봉했다.
222년 유비가 육손(陸遜)에게 대패하자, 제갈량은 법정의 직설적인 화법과, 다혈질이었던 성격 탓에 '효직이 아직 살아있었다면, 주군을 막을 수 있었으리라'며 한탄했다고 한다.

## 같이 보기
- 삼국지 인물 목록